# Carl Wilhelm Ludwig Westphal

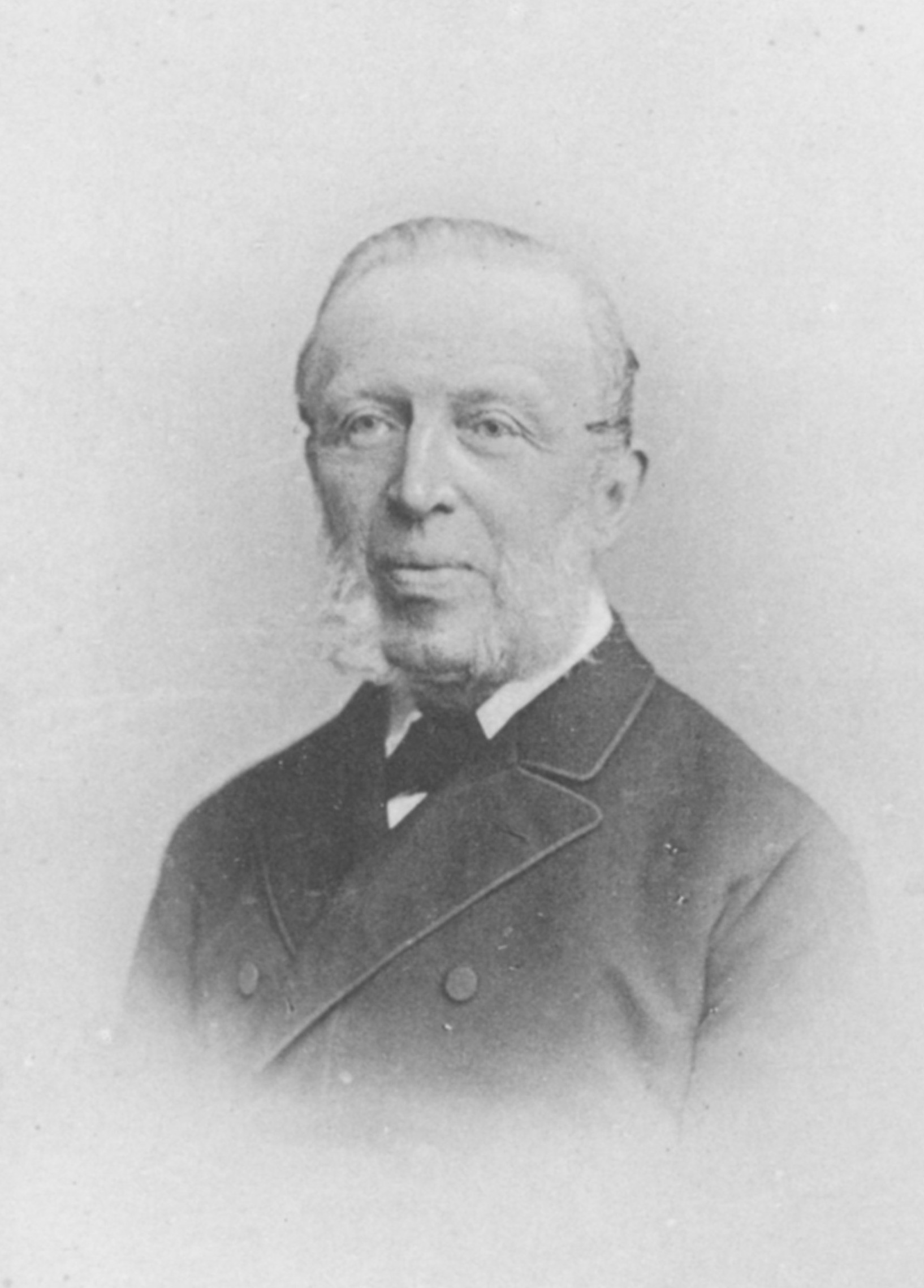
Carl Wilhelm Ludwig Westphal

Carl Wilhelm Ludwig Westphal (* 1. März 1824 in Hamburg; † 26. September 1900 ebenda) war ein deutscher Kaufmann und Abgeordneter. 

## Leben
Westphal trat 1840 als Lehrling in das von seinem Großvater gegründete Handelshaus G. W. A. Westphal Sohn & Co. ein. Dieses seit 1796 bestehende Unternehmen befasste sich mit Tee-Import und -Handel.
1850 wurde Westphal Miteigentümer, er heiratete Alwina Mathilde geborene Schlüter (1830–1910) und erwarb das Hamburger Bürgerrecht. Neben seiner kaufmännischen Tätigkeit war er in den folgenden Jahren
in unterschiedlichen Institutionen in der kirchlichen und kommunalen Verwaltung Hamburgs tätig. Von 1857 bis 1859 war er Oberstleutnant beim Hamburger Bürgermilitär und Adjunkt beim Generalstab.
Westphal gehörte langjährig der Hamburgischen Bürgerschaft an (1860–1862, 1863–1867, 1871–1872 und 1874–1900).

## Familie
Westphal hatte mehrere Kinder, unter anderem  Antonie Traun, Otto Eduard Westphal, Eduard Wilhelm Westphal und Emmi Alwine (1858–1928), die 1880 Hermann Blohm heiratete. 